# Vermelho Sangue (série de televisão)
Vermelho Sangue (acompanhado do subtítulo O Despertar da Fera) é uma futura série brasileira produzida pelo Globoplay. Com direção de Patricia Pedrosa, a primeira temporada tem previsão de estreia para 2025 no streaming. Escrita por Cláudia Sardinha e Rosane Svartman, a série conta com Alanis Guillen, Heloísa Jorge, Rodrigo Lombardi e Milhem Cortaz nos papéis principais.

## Enredo
Luna, uma garota em busca de cura para sua maldição de se transformar em lobo-guará a cada lua cheia, é filha de Carol, que iniciou uma pesquisa genética secreta financiada por um grupo farmacêutico para encontrar uma solução para o problema de sua filha, resultado de um relacionamento com um lobisomem durante seus dias de estudante de Biologia na universidade.

## Elenco
- Alanis Guillen como Flora
- Laura Dutra como Celina
- Pedro Alves como Michel
- Letícia Vieira como Luna
- Heloísa Jorge
- Rodrigo Lombardi
- Milhem Cortaz
- Cris Vianna
- Tamie Panet
- Fafá Rennó
- Flávio Souza
- Rogeann Bibiano
- Ana Clara Lastosa

## Produção
A ideia do projeto foi revelada inicialmente em agosto de 2021 pelo jornal O Globo, quando a série ainda estava em fase de desenvolvimento de roteiros. Rosane Svartman, conhecida por seu trabalho em novelas de sucesso da TV Globo, e Claudia Sardinha, colaboradora em diversas produções da emissora, assinaram juntas a criação da série. Com a aprovação da direção do Grupo Globo, Vermelho Sangue teve seus roteiros finalizados no início de 2023. A direção ficou a cargo de Patricia Pedrosa, reconhecida por comandar séries como Cine Holliúdy, Shippados e Todas as Mulheres do Mundo. A proposta visual e narrativa da série buscou equilibrar ação, suspense e elementos de mitologia fantástica com uma estética contemporânea.